# De dans der bruid
De dans der bruid is een anonieme 16e-eeuwse kopie van De boerenbruiloftsdans van Pieter Bruegel I. Het Koninklijk Museum voor Schone Kunsten Antwerpen kocht het werk in 1929 aan op een veiling van Joseph Spiridon te Berlijn. Het paneel meet 119,5 x 168,5 x 0,7 cm.

## Context
Al vroeg gebruikten de makers van getijdenboeken boeren om de voortgang van het jaar aan te geven. De werkende boeren, die andere activiteiten uitvoerden op andere tijdstippen in het jaar, toonden hoe de wereld werkte. Deze was opgebouwd als een feodale standenmaatschappij en bestond uit zij die de adel die vocht, de clerus die bad en de boeren die werkten.
De oudste voorstellingen tonen hardwerkende boeren. Vanaf het midden van de zestiende eeuw verschijnen echter steeds meer taferelen waarin ze zich ontspannen. Veel van deze voorstellingen gaan terug op voorbeelden van Pieter Brueghel I. De feestende, zondigende en lome boeren gingen volledig in tegen de contemporaine moraal die een godsvruchtig, beschaafd en vlijtig leven verheerlijkte. De deftige burgers bouwden hun status zelf op en waren daar afhankelijk van. Ze konden dat respect dan ook snel weer kwijt raken. De boeren hadden echter niets te verliezen en gaven zich over aan losbandig gedrag.
De dans der bruid toont dan ook dat de boeren zich volledig laten gaan. Ze zijn verwikkeld in een wilde dans, die in niets lijkt op de stijve dansen van rijke burgerij. Deze dansten binnenskamers in het gelid en hielden armen en benen tegen het lichaam gedrukt. Ook de opvoeding hamerde er steeds op dat men zijn bewegingen moest beheersen. De controle over het lichaam verliezen was uit den boze, zeker in het openbaar. Daar trokken de boeren zich echter niets van aan. Ze dansten uitbundig in open lucht, armen en benen vliegen alle kanten uit. Compleet ongepast, volgens rijke burgers. Dat hield hen echter niet tegen de panelen gretig te bestellen. Ze beeldden een andere wereld voor, één waarvoor gewaarschuwd moest worden.

## Beschrijving

### Beweging
In De dans der bruid suggereren de houdingen van de figuren en de weldoordachte, ellipsvormige compositie het dansen. De beweging zit in het volledige schilderij vervat en wordt versterkt door de rode, witte en groene kleuraccenten. De blik van de toeschouwer blijft ronddwalen over het paneel, op zoek naar het moeilijk vindbare hoofdpersonage. Dat is de bruid, die centraal in het schilderij dans in een zwarte jurk, de haren wapperend in de wind. De verwarring zit zowel in de voorstelling als in de ervaring van dit schilderij. Vorm en inhoud vallen samen.
De kunstenaar opteerde voor een vogelvluchtperspectief en hoge horizon. De figuren verkleinen zeer sterk naar de bovenzijde van het schilderij toe. Dat geeft nog meer kracht aan de figuren op de voorgrond van het werk. Een slingerende lijn van dansende boeren beweegt zich van de achter- naar voorgrond toe. Deze bestaat uit koppels mannen en vrouwen die per twee ronddraaien. Twee figuren op de voorgrond, de leunende toeschouwer links en de doedelzakspeler rechts, sluiten de compositie af.
Oorspronkelijk lag de gezichtslijn dicht bij de bovenkant van het schilderij. Dat werd in de loop der tijd gewijzigd. Op het oorspronkelijke paneel eindigt de compacte groep van pratende figuren bij de horizon. In deze Dans der bruid werden echter enkele boerderijen, huizen, een kerk en struikgewas toegevoegd. De kunstenaar van het paneel uit het Koninklijk Museum voor Schone Kunsten Antwerpen liet enkele figuren op de achtergrond weg en wijzigde van anderen hun houding of gebaren. De afgeruimde feesttafel links en de eretafel van de bruid rechts ontbreken evenzeer. Deze opmerkelijke verschillen zijn waarschijnlijk toe te schrijven aan de overschilderde strook bovenaan het schilderij. De oude restaurator zou, bij gebrek aan kennis van het origineel, het totaal beschadigde bovenste gedeelte volledig fantastisch hebben bijgeschilderd. Wanneer deze toevoeging in de negentiende eeuw precies gebeurde, blijft onduidelijk.

### Kopieën
Door Prof. Dr. Max J. Friedländer werd het werk terecht beschouwd als een goede oude kopie. De dans der bruid geeft een juist denkbeeld over het talent van Pieter Bruegel, door velen beschouwd als een van de grootste figuren uit de West-Europese schilderkunst.
Een kopie in de Gemäldegalerie der Staatlichen Museen Preussischer Kulturbesitz werd door R. Van Bastelaer en Hulin de Loo aan Pieter Breughel de Jonge toegeschreven. Een fragment van een kopie in Brussels privébezit wordt door G. Marlier eveneens aan hem toegeschreven. De penseelvoering en het coloriet van De dans der bruid toont aan dat het in dit schilderij niet gaat om een kopie door een van Bruegels zonen, maar dat het werk wel kort na het originele werk (De bruiloftsdans in de openlucht, 1566) ontstond.

## Referentielijst
Gilberte Gepts, in Musea van België. Koninklijk Museum voor Schone Kunsten te Antwerpen. Oude meesters, 1959, nr. 23 en in 1969 nr. 17.
1. 1 2  Nanny Schrijvers, in Het Museumboek. Hoogtepunten uit de verzameling, 2003, p. 68 (originele versie).
2. ↑  Nanny Schrijvers, in bezoekersgids Bruegelland. Vertier en trammelant, 2012, nr. 4.
3. ↑  https://www.kmska.be/nl/collectie/highlights/Dans_der_bruid.html ; Nanny Schrijvers, in Het Museumboek. Hoogtepunten uit de verzameling, 2003, p. 68 (originele versie).
4. ↑  Yolande Deckers, in Van Bruegel tot Rubens. De Antwerpse schilderschool 1550-1650, 1992, p. 166.
5. ↑  Nanny Schrijvers in Zaal Z, JG 4, nr. 15, 2015/ 2016, p. 38-41; Nanny Schrijvers, in Het Museumboek. Hoogtepunten uit de verzameling, 2003, p. 68 (originele versie).
6. ↑  Nanny Schrijvers, in Het Museumboek. Hoogtepunten uit de verzameling, 2003, p. 68 (originele versie); Yolande Deckers in Pieter Breughel de Jonge (1564-1637/8) - Jan Brueghel de Oude (1568-1625). Een Vlaamse schildersfamilie rond 1600, 1998, p. 91; Yolande Deckers, in Van Bruegel tot Rubens. De Antwerpse schilderschool 1550-1650, 1992, p. 166; Gilberte Gepts, in Musea van België. Koninklijk Museum voor Schone Kunsten te Antwerpen. Oude meesters, 1959, nr. 23 en in 1969 nr. 17.
7. ↑  Yolande Deckers in Pieter Breughel de Jonge (1564-1637/8) - Jan Brueghel de Oude (1568-1625). Een Vlaamse schildersfamilie rond 1600, 1998, p. 91.
8. ↑  Catalogus KMSKA, Schilderkunst, Oude Meesters.
9. ↑  Yolande Deckers in Pieter Breughel de Jonge (1564-1637/8) - Jan Brueghel de Oude (1568-1625). Een Vlaamse schildersfamilie rond 1600, 1998, p. 91; Nanny Schrijvers, in bezoekersgids Bruegelland. Vertier en trammelant, 2012, nr. 4.
10. ↑  A.J.J. Delen, in Koninklijk Museum voor Schone Kunsten - Antwerpen. Beschrijvende Catalogus. I. Oude meesters, 1948, p. 65-66.
11. ↑  Gilberte Gepts, in Musea van België. Koninklijk Museum voor Schone Kunsten te Antwerpen. Oude meesters, 1959, nr. 23 en in 1969 nr. 17.
12. ↑  Inv. II 204 (thans te Berlijn niet meer aanwijsbaar; paneel, 148 x 194 cm; voor de vergroting 111 x 160 cm). Lit.: [Cat. mus.] Berlijn 1931, p. 606, als Kopie nach Pieter I; Marlier 1969, p. 195; Ertz 1998, cat. 952.
13. ↑  Van Bastelaer-Hulin de Loo 1907, p. 315; Pierre Bruegel l'Ancien. Son oeuvre et son temps, Brussel, 1907, p. 315.
14. ↑  Marlier 1969, afb. 105; Ertz 1998, cat. 957.
15. ↑  Yolande Deckers, in Van Bruegel tot Rubens. De Antwerpse schilderschool 1550-1650, 1992, p. 166; Catalogus KMSKA, Schilderkunst, Oude Meesters.
16. ↑  Detroit Museum of Arts, inv. nr. 30.374; Yolande Deckers in Pieter Breughel de Jonge (1564-1637/8) - Jan Brueghel de Oude (1568-1625). Een Vlaamse schildersfamilie rond 1600, 1998, p. 91.